# فیزیک پزشکی
فیزیک پزشکی شاخه‌ای از فیزیک کاربردی است که مفاهیم و کاربرد مجموعه علوم فیزیک را در تشخیص و درمان پزشکی بررسی می‌کند. حرفهٔ فیزیک پزشکی با اینکه ماهیتاً در زمرهٔ علوم پایه پزشکی است؛ اما از سال ۲۰۰۸ تا کنون توسط استاندارد بین‌المللی شاخه‌بندی مشاغل سازمان بین‌المللی کار یک تخصص بالینی محسوب می‌گردد.
فیزیک پزشکی در قالب رشته، علوم پرتودرمانی، حفاظت در برابر پرتوها، پرتوشناسی تشخیصی (و زیرشاخه‌های آن، همانند سی تی اسکن، ام آر آی و غیره) و پزشکی هسته‌ای را دربرمی‌گیرد؛ اما در عین حال از جهت حرفه و پیشه، از مهندسی پزشکی و بیوفیزیک مستقل است. تحصیل‌کردگان و دانش‌آموختگان این شاخهٔ علمی در خدمات بالینی در مراکز درمانی، کنترل کیفیت و محافظت از تشعشع، پژوهش و توسعه، و فعالیت‌های دانشگاهی (همانند آموزش رزیدنت‌های پزشکی) به کار، مشغول می‌شوند. رشد فیزیک پزشکی و زیرشاخه‌های آن در سال‌های اخیر با سیر صعودی، روبرو بوده است؛ برای نمونه، تصویربرداری مولکولی که یکی از زیرشاخه‌های فرعی این رشته است، امروزه به تنهایی، یک صنعت پنج میلیارد دلاری است.
حرفه فیزیک پزشکی به صورت کنونی، ریشه در سال‌های پایانی قرن نوزدهم و کشف رادیواکتیویته و پرتوهای یونیزه کننده دارد، به ویژه، سه جایزه نوبل به سال‌های ۱۹۰۱ (فیزیک)، ۱۹۵۲ (فیزیک) و ۱۹۴۳ (شیمی)، تأثیر مستقیمی در پیدایش این شاخه از دانش داشتند؛ در حالی که از سوی دیگر، فیزیک پزشکی به نوبهٔ خود، باعث دریافت سه جایزه نوبل فیزیولوژی و پزشکی در سال‌های ۱۹۷۹، ۱۹۷۷ و ۲۰۰۳ شد.
در ایران نیز در همان آغاز تأسیس دانشگاه تهران در سال ۱۳۱۳، تدریس این دانش توسط متخصصان ایرانی در کشور، آغاز گشت. تربیت نیروی متخصص فیزیک‌دان پزشکی، مستلزم تحصیلات فراتر از کارشناسی است. در ایران، این رشته هنوز یک رشته نوپاست؛ ولی همانند سایر کشورها در حال گسترش و فعالیت است.
امروزه بیش از ۱۸٬۰۰۰ فیزیک‌دان پزشکی، به‌طور رسمی در سراسر جهان، مشغول به کار هستند و در حالی که به‌طور سنتی، فیزیک، رشته‌ای در تحت تسلط مردان بوده است، زنانی نیز توانسته‌اند در فیزیک پزشکی، موفقیت‌های چشمگیری را به نام خود ثبت کنند؛ به‌طور مثال، از میان افرادی که برای به رسمیت شناخته‌شدن این رشته در سازمان بین‌المللی کار تلاش فراوان نموده‌اند می‌توان اعظم نیرومندراد از دانشگاه جرجتاون را نام برد.

## تعریف

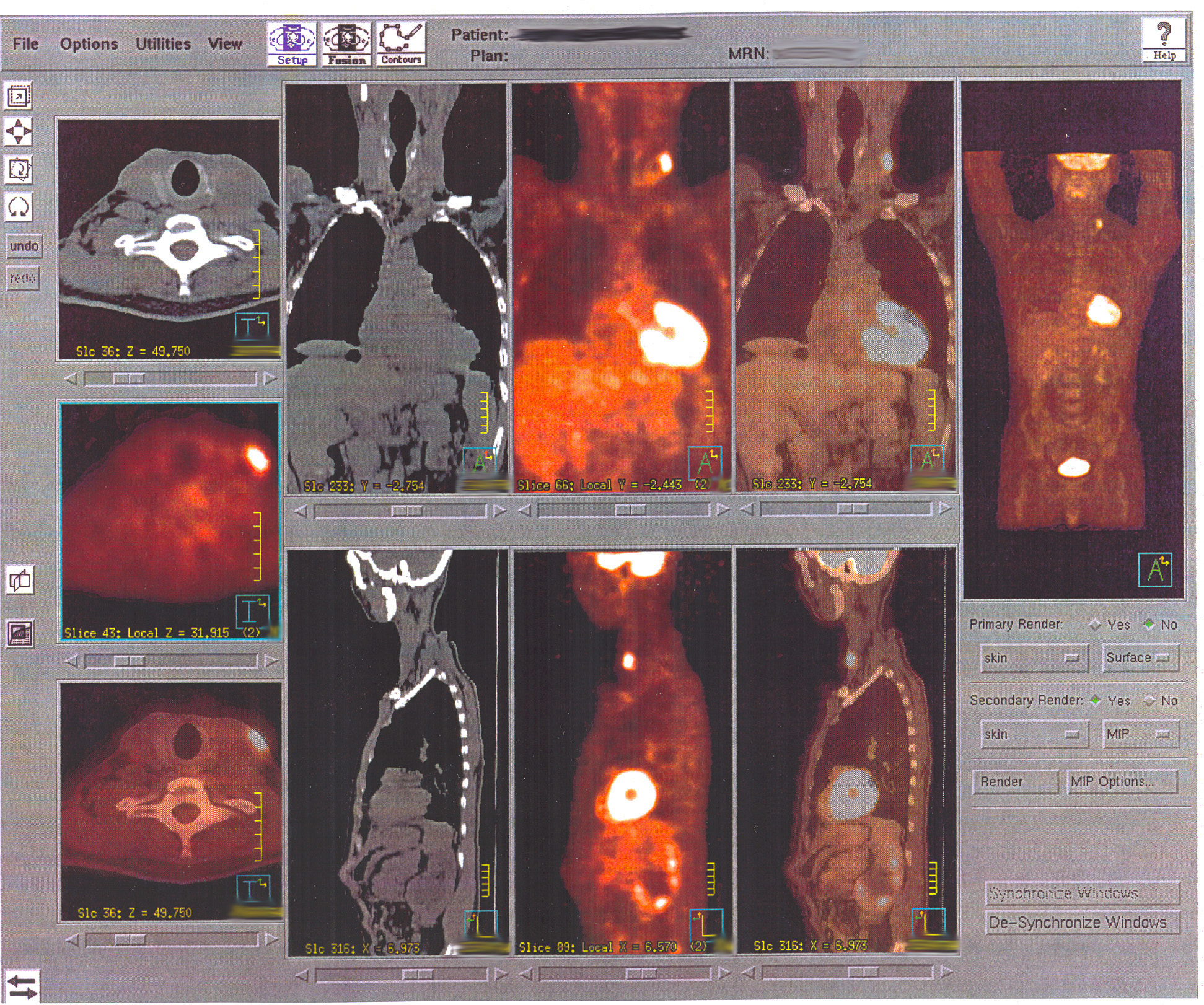
نمایی از یک تصویر ترکیبی موسوم به PET/CT که از رادیوایزوتوپ فلور-۱۸ استفاده می‌کند.

دانشکده پزشکی دانشگاه کنتاکی فیزیک پزشکی را شاخه‌ای کاربردی از دانش فیزیک تعریف می‌کند که با کاربرد پرتوهای یونیزان و غیر یونیزان، در تشخیص و درمان بیماری‌ها استفاده می‌شود. فیزیک پزشکی به صورت عملی یا نظری، می‌تواند به‌طور مستقیم با معاینه بیماران، تشخیص و درمان بیماری‌ها مرتبط شود.
دانشگاه پردیو فیزیک پزشکی را به صورت زیر، تعریف می‌کند: «شاخه‌ای کاربردی از فیزیک است که با کاربردهای انرژی برای تشخیص و درمان بیماری‌ها سر و کار دارد. همچنین با الکترونیک پزشکی، مهندسی زیست و نیز فیزیک بهداشت (کنترل و محافظت از پرتو)، رابطه نزدیکی دارد.»
دانشگاه دوک در ایالت کارولینای شمالی، فیزیک پزشکی را چنین تعریف می‌کند:
- کاربرد علم فیزیک در نیازهای پزشکی.
- عهده‌دار پایه‌های فنی علومی همچون: رادیولوژی، آنکولوژی پرتویی و پزشکی هسته‌ای.
- ساخته‌شده بر پایه‌های علم فیزیک، اما با پیکر دانش و پژوهشی مجزا.
- علمی مجزا از بیوفیزیک.
- دربرگیرنده روش‌های تجربی و نظری، اما ذاتاً یک رشتهٔ کاربردی.

## تقسیم‌بندی
در اکثر کشورهای جهان، فیزیک پزشکی، امروزه از نظر حرفه، عمدتاً به دو شاخهٔ تصویربرداری پزشکی و پرتودرمانی تقسیم می‌گردد؛ با این حال، فیزیک پزشکی نوین، گسترهٔ قابل توجهی از دانش‌ها و فناوری‌های متفاوتی را پوشش می‌دهد و دربرگیرندهٔ موضوعات و مباحث متعددی از رادیوبیولوژی گرفته تا دزیمتری و نیز پردازش سیگنال در ام‌آرآی است؛ به همین دلیل، دشوار بتوان مرزهای مشخصی را برای آن تعریف کرد؛ اما معمولاً فیزیک پزشکی را از نظر آکادمیک، به چهار دسته گوناگون، طبقه‌بندی می‌کنند که مشخصات هر یک از این بخش‌ها جداگانه در پی آمده‌اند. رابطهٔ متقابل این شاخه‌ها با یکدیگر را می‌توان با نمودار ون زیر نمایش داد:
| |
| رابطه شاخه‌های فیزیک پزشکی با یکدیگر: 1. روش‌های تصویرسازی مولکولی، پت اسکن، اسپکت و غیره 2. برکی‌تراپی و دیگر روش‌های پرتودهی از داخل 3. روش‌های ترکیبی، همانند «درمان با هدایت تصویری» 4. فیزیک بهداشت و محافظت از پرتو، و نیز مباحثی از دزیمتری و رادیوبیولوژی. |

### پرتوشناسی تشخیصی
فیزیک پرتوشناسی تشخیصی: در این شاخه از فیزیک پزشکی، با مدالیتههایی همچون: سی تی اسکن، ام آر آی (تصویربرداری تشدید مغناطیسی)، سونوگرافی، ماموگرافی، فلوروسکوپی و رادیوگرافی معمولی می‌توان سر و کار داشت. فیزیک پرتوشناسی زیرمجموعهٔ این شاخه از فیزیک پزشکی است. طراحی و ضمانت کارکرد صحیح و کنترل کیفیت این‌گونه دستگاه‌ها بر عهدهٔ متخصصان فیزیک پزشکی می‌باشد.

### حفاظت در برابر پرتوها

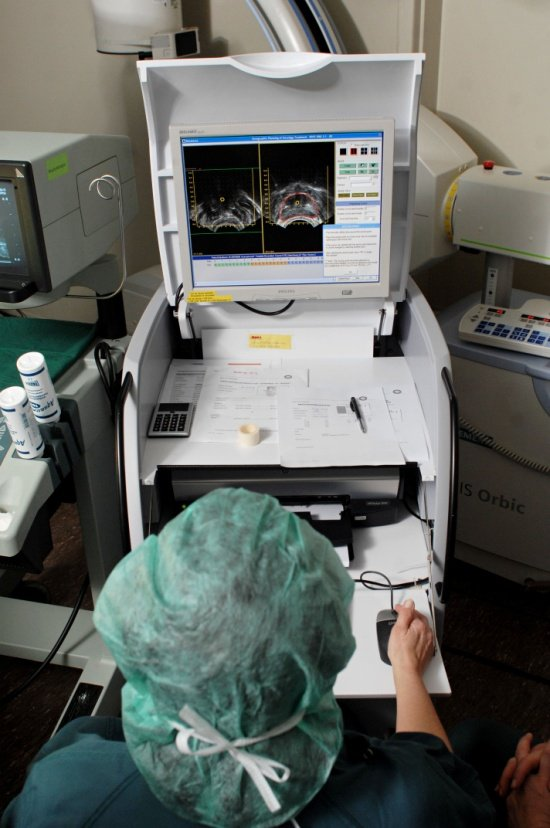
یک پزشک در حال تعیین پارامترهای تشعشعی برای یک بیمار به روش برکی‌تراپی

فیزیک بهداشت یا حفاظت تشعشعی: در این شاخه از فیزیک پزشکی، بر مباحثی تمرکز می‌شود که با محاسبات کنترل کیفیت و به‌ویژه دزیمتری و شرایط محافظت از پرتوهای یونیزان در محیط‌های متفاوت، سروکار دارد. طراحی سیستم‌های حفاظتی در بخش‌های رادیوتراپی و پرتوافکن در بیمارستانها، وضع قوانین و پروتکل‌های کار با رادیوایزوتوپهای گوناگون و ضایعات هسته‌ای در سطح کشوری و حتی مسئولیت ضمانت سامانه‌های پوششی و حفاظتی راکتورهای هسته‌ای از وظایف کارشناسان فیزیک بهداشت، از جمله، مسئول فیزیک بهداشت (RSO) می‌باشد.

### پرتودرمانی
فیزیک پرتودرمانی: در پزشکی، معضلات زیادی (به‌طور مثال، بسیاری از سرطانها) را می‌توان نام برد که توسط پرتوزایی (گاما، الکترون، پروتون و نوترون)، مداوا یا حتی معالجه می‌شوند. مسئولیت عملکرد و تضمین کارکرد این‌گونه سیستم‌ها بر عهدهٔ متخصص رادیوتراپی است؛ در واقع، بیشتر شاغلان این رشته، عضوی از تیم‌های بالینی غده‌شناسی پرتوی هستند. در فرم نوین، متخصصان این رشته، بیشتر، روی دستگاه‌های پرتوزایی، همچون: چاقوی گاما، سایبر نایف، پروتون درمانی، لیناک یا توموتراپی، مطالعه و اشتغال دارند یا در زمینه‌هایی مانند براکی‌تراپی، تخصص می‌گیرند. این نقش و مسئولیتِ متخصصان فیزیک پزشکی، توسط سازمان بهداشت جهانی نیز به رسمیت شناخته شده است. روش‌های دیگر همانند پرتودرمانی سرطان با لیزر یا روش‌های حرارتی نیز گاهی در این شاخه، بررسی می‌شوند.

### پزشکی هسته‌ای
فیزیک پزشکی هسته‌ای: با مدالیته‌هایی نظیر اسپکت، پت اسکن، سامانه‌های ترکیبی همچون: پت-سی‌تی و اسپکت-سی‌تی و نیز روش‌های تصویرسازی مولکولی سروکار دارد؛ در واقع، این شاخه هم، زیرمجموعه‌ای از پرتوشناسی تشخیصی است؛ اما از آنجا که مکانیزم تولید پرتو در این شیوه، بر خلاف منشأ فتوالکتریکی و عبوری، منشأ نشر یا گسیلِ از داخل دارد، این شاخه را بیشتر، جدای از سایر مدالیتههای متعارف در پرتوشناسی دانسته‌اند.

## وجه تمایز با مهندسی پزشکی

### از لحاظ علمی و آموزشی
بین مهندسی پزشکی و فیزیک پزشکی، مرزهای مشخصی نمی‌توان تعیین کرد و اغلب، بین این دو (و نیز رشته‌های دیگر) طبیعتاً اشتراکات بسیاری وجود دارد؛ اما شاید بتوان گفت که فیزیک پزشکی، اساساً یک علم کاربردی در حرفه پزشکی است.
از یک دیدگاه می‌توان پژوهش و توسعه در مهندسی پزشکی را مسبب پیشرفت سریع تکنولوژی و افزایش روزافزون دستگاه‌های تخصصی در بیمارستان‌ها و کلینیک‌ها دانست؛ به‌طور مثال، متخصصان مهندس، کسانی هستند که کدهای برنامه‌های نرم‌افزاری الگوریتم‌های پویشگر ام آر آی را نوشته و نیز مدارهای الکترونیکی، قطعه‌ای از یک دستگاه ماموگرافی را طراحی کرده، یا پژوهش در ساخت تجهیزات بهتر و پیشرفته‌تری برای سنجش گلوکز انجام می‌دهند؛ اما متخصص فیزیک پزشکی، کسی است که کارایی همان الگوریتم جدید پویشگر ام آر آی را برای کاربرد معینی، مثل تصویر برداشتن از دیواره‌های کرنری قلب می‌آزماید یا برای یافتن روشی بهتر برای ماموگرافی سینه در هنگام پرتودرمانی (مثلاً با کم و زیاد کردن انرژی یا جریان پرتوها یا ابداع شیوه‌ای جدید) تلاش می‌کند، یا در به‌کارگیری تجهیزات جدید سنجش گلوکز برای پاسخ دادن به پرسش‌های علمی در ماهیچه‌های بدن کوشش می‌کند.
به بیان دیگر، در حالی که تمرکز مهندسی پزشکی روی تکنیک، بهبودسازی و نیز فناوری خودِ تجهیزات پزشکی و تحقیقات مربوط به آن است، فیزیک پزشکی یک «دانش انتقالی» و یک «حرفهٔ کاربردی» محسوب می‌گردد. در واقع فیزیک پزشکی با استفاده از فناوریِ به‌دست‌آمده از مهندسی پزشکی، سعی در پاسخ گفتن به پرسش‌هایی دارد که نیاز به درک هم‌زمان عمیق‌تری از علم فیزیک و آناتومی و فیزیولوژی بدن انسان دارد؛ برای همین است که فیزیک پزشکی، بیشتر، در رسته رشته‌های پایه پزشکی و در نتیجه، از زیرشاخه‌های دانشکده‌های علوم پزشکی، به‌شمار می‌آید؛
برای نمونه، برخی از سؤالاتی که در زمینه مطالعات فیزیک پزشکی، چنین است:
- آیا می‌توان از ترکیبات اسید هیالورانیک به‌عنوان ماده حاجب برای تصویربرداری از قلب و عروق استفاده کرد؟[۳۵]
- کیفیت تصاویر از بخش‌های گوناگون مغز با پویشگر ام آر آی ۷ تسلا چگونه است؟[۳۶]
- آیا «پادپروتونتراپی» به‌عنوان روشی جدید در پرتودرمانی ممکن است؟ اگر آری، با چه کیفیت؟[۳۷]
- مشخصات قدرت تفکیک کنتراستی[پانویس ۱۸] یاخته‌های پلاک در تصلب شرایین با سی تی اسکن به چه شیوه‌ای است؟[۳۸]

این در حالی است که در مهندسی پزشکی، موضوعات نمونه، بیشتر، از قبیل مهندسی بافت، مهندسی سلول و مولکول، بیوانفورماتیک، فناوری نانو و نیز اعضای مصنوعی هستند.

### از لحاظ اشتغال
بر خلاف لحاظ علمی که در آن، بین مهندسی پزشکی و فیزیک پزشکی، اشتراکات گوناگونی هست، در کشورهای پیشرفته از لحاظ اشتغال، بین این دو، تفاوت‌های مشخصی وجود دارد. انجمن فیزیک پزشکی آمریکا اشتغال در فیزیک پزشکی را در سه حوزه، تعریف کرده است:
1. خدمات بالینی در محیط‌های بیمارستانی و مراکز درمانی؛
2. پژوهش؛
3. آموزش و تدریس رزیدنت‌ها و نیروهای جدید.

محور اول (خدمات بالینی)، نوعی اشتغال است که فقط یک فیزیک‌دان پزشکی، قادر و (از لحاظ قانونی) مُجاز به انجام آن می‌باشد، و متخصصان رشته‌های دیگر (همانند مهندسان پزشکی و غیره) برای اشتغال در این حرفه، نیاز به تحصیلات (دوره رزیدنسی) و مجوز ویژه (مثلاً اخذ گواهی‌نامه بورد رادیولوژی آمریکا) دارند که به این موضوع، در بخش‌های آتیِ همین مقاله، به تفصیل، اشاره شده است.

## تاریخچه

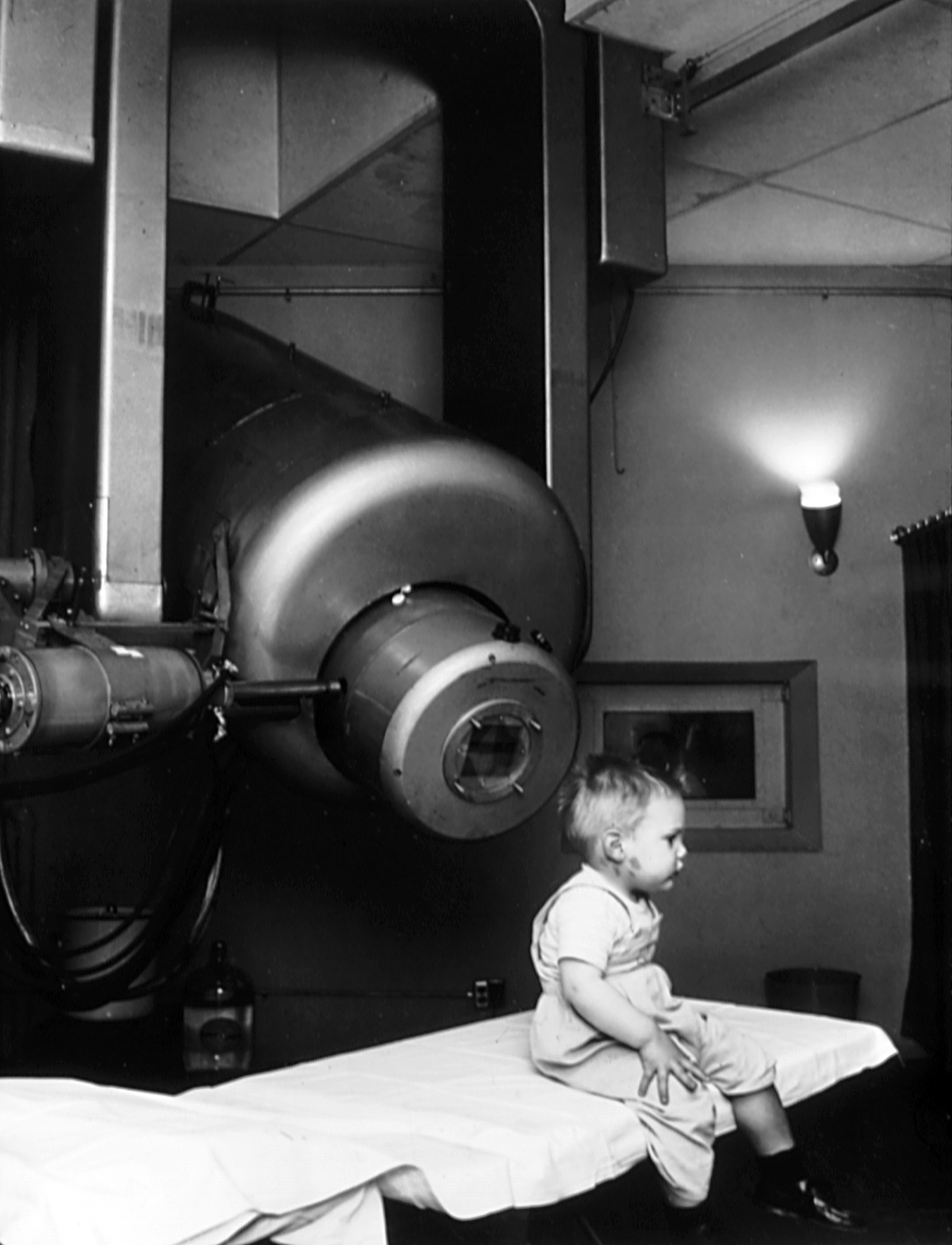
گوردون آیزاک، نخستین بیماری که توسط یک لیناک در ۱۹۵۷ برای رتینوبلاستوما معالجه گردید.

### تلاش‌های اولیه
تاریخ پیوند میان فیزیک و پزشکی، بسیار فراتر از تصور عام، پیشینه دارد؛ در واقع، فیزیک پزشکی، بسته به اینکه چگونه تعریف شود، بین ۱۰۰ تا ۵۰۰۰ سال، قدمت دارد. قدیمی‌ترین نمونه از کاربرد فیزیک در پزشکی را می‌توان در پاپیروس موسوم به ادوین اسمیت یافت. این سند-که بین سنوات ۳۰۰۰ تا ۲۵۰۰ سال قبل از میلاد در مصر باستان نوشته شده- شرحی است مبتنی بر چگونگی سوزاندن یک دمل یا آبسه سینه با کمک حرارت. چندی بعد، پزشک معروف یونان باستان، بقراط حکیم، برای نخستین بار، روشی را برای سنجش دمای بدن، پدیدآورد که به روش‌های ترموگرافی امروزی، شباهت دارد و از این جهت می‌توان این را کهن‌ترین نمونه تصویربرداری تشخیصی در تاریخ، محسوب کرد. ابن هیثم نیز برای نخستین بار، توصیفی صحیح با فیزیک نور از چگونگی کارکرد حس بینایی ارائه کرد.
در قرن ۱۸ میلادی لوئیجی گالوانی و آلساندرو ولتا نشان دادند که الکتریسیته، منشأ فعل و انفعالات ماهیچه‌ای است و بدین طریق، علم الکتروفیزیولوژی را پایه‌گذاری کردند. سپس در سال ۱۸۲۵، نیل آرنوت، پزشک زبردست اسکاتلندی، کتابی در دو جلد، منتشر ساخت به نام عناصر فیزیک که با ذکر مثال‌هایی از آناتومی و فیزیولوژی، سعی در تبیین اصول دانش فیزیک داشت. در سال ۱۸۵۶ آدولف فیک (۱۸۲۹–۱۹۰۱) نیز اثری منتشر ساخت به نام فیزیک پزشکی که در آن از روش‌های نوین سنجش در فیزیولوژی و نیز فیزیک شش‌ها و کاربرد ترمودینامیک در فعل و انفعالات بدن، صحبت شده بود؛ در همین زمان بود که مایکل فاراده در بیمارستان سنت جرج در لندن، درس‌هایی را تدریس می‌کرد و در پاریس، فیزیک‌دان‌هایی در مدارس علوم پزشکی به استخدام درآمدند.
سال‌های پایانی قرن ۱۹، سال‌های بسیار مهمی در تاریخ فیزیک پزشکی هستند؛ هانری بکرل، نخست، رادیواکتیویته را در دهه ۱۸۹۰ کشف کرد و به‌دنبال آن، با برداشته‌شدن اولین تصویر رادیوگرافِ اشعه ایکس از بدن انسان توسط ویلهلم رونتگن در سال ۱۸۹۶، دانش فیزیک پزشکی نوین، به‌صورت امروزی پدید آمد؛ طولی نکشید که پیشرفت‌های پیر و ماری کوری در کشف رادیوم و دیگر عناصر پرتوده، زبان‌زد خاص و عام محافل علمی شد؛ در همان زمان، نخستین نشریه در تصویربرداری پزشکی (در آوریل سال ۱۸۹۶ میلادی) چاپ شد که Archives of Clinical Skaigraphy نام داشت و در همان سال، برای نخستین بار در تاریخ از تجهیزات رادیوگرافی در میدان جنگ و به‌شیوه سیار استفاده شد.
افرادی مانند پیر و ماری کوری، با آنکه از پایه‌گذاران علوم پرتوی هستند، به‌طور رسمی، در زمره متخصصان «فیزیک پزشکی» از آنان یاد نمی‌شود؛ همین‌طور افرادی به‌مانند کلارنس دالی (دستیار توماس ادیسون) و ویلیام کولیج-با آنکه در اختراع و تکامل تجهیزاتی همانند مولدهای اشعه ایکس، نقش محوری داشتند-بیشتر به‌عنوان افرادی یاد می‌شوند که در این پهنه از دانش پرتوی، صرفاً نقش ایفا کردند تا اینکه به‌عنوان متخصص «فیزیک پزشکی» محسوب شوند؛ در واقع، این افتخار اولیه را شاید بتوان به افرادی همچون سرگرد استنلی فیلیپس داد که تا سال ۱۹۲۷ در بیمارستان سلطنتی سرطان، لندن خدمت کرد. همین‌طور می‌توان از سیدنی راس نام برد که در سال ۱۹۱۳ میلادی برای نخستین بار، رسماً توسط یک بیمارستان با عنوان فیزیک‌دان استخدام شد؛ این شخص برای نخستین بار در دستگاه پرتودرمانی رادیومی خود، از یک کولیماتور، بهره برد. یکی دیگر از پیشروان حرفه فیزیک پزشکی، فرانک هاپوود در بیمارستان سنت بارتولومیو و نیز گیلبرت ستد در بیمارستان گی در انگلستان بود. در سال ۱۹۳۲ میلادی مجموعاً دوازده «متخصص فیزیک پزشکی»، در مراکز درمانی انگلیس، در حال خدمت بودند. این تعداد با شروع جنگ جهانی دوم به ۳۵ تا ۴۰ نفر افزایش پیدا کرد.
مشخص نیست که چه کسی برای نخستین بار در تاریخ، از پرتوهای یونیزان برای مقاصد درمانی استفاده کرد؛ اما یکی از اولین کوشش‌های این‌چنینی، به سال ۱۸۹۶ بازمی‌گردد که ویکتور دسپن، به‌طور ناموفق، سعی در درمان سرطان معده با پرتوهای ایکس نمود. در آن زمان، پرتوها دارای انرژی کافی نبودند و به همین دلیل، پرتودرمانی را فقط برای غده‌های سطوحی، امکان‌پذیر می‌نمودند؛ البته این وضعیت با ابداع تجهیزات ویژه ۲۰۰ کیلوولتی در سال ۱۹۲۲ میلادی دچار دگرگونی شد؛ در همان سال، یک جراح اتریشی به نام لئوپولد فرویند، چگونگی درمان یک خال گوشتی با پرتوهای اشعه ایکس را برای نخستین بار، به انجمن پزشکی وین، نشان داد.
در سال ۱۹۰۱ میلادی نخستین گزارش از ابداع روش براکیتراپی در محافل علمی منتشر گردید؛ دوازده سال بعد و در سال ۱۹۱۳، یک فیزیک‌دان مجاری به نام جرج دِهِوِسی برای نخستین بار، روش استفاده از تریسر در تصویربرداری را ابداع نمود. او ده سال بعد، موفق شد که روش خود را در گیاهان به‌کار گیرد. او به دلیل ابداع همین روش‌ها، در سال ۱۹۴۳ برنده جایزه نوبل شیمی گردید. با رواج یافتن این‌گونه کاربردها به‌طور روزافزون، افرادی همانند رولف سیورت به مسئله پایه‌ای و پراهمیت استانداردسازی این روش‌ها و سنجش این پرتوها پرداختند. بعدها واحد دز سیورت، به افتخار او نام‌گذاری شد.

### ورود پزشکی هسته‌ای
اولین آزمایش استفاده از تزریق رادیوایزوتوپ در تصویربرداری از یک انسان، به‌دست هرمان بلومگارت و سومن وایس از دانشگاه هاروارد انجام گرفت؛ این آزمایش در سال ۱۹۲۷ و به کمک یک اتاقک ابری و رادون انجام گرفت. دهه ۱۹۳۰ شاهد ساخت شتاب‌دهنده سیکلوترون به‌دست ارنست لورنس بود که باعث ساخت و تکمیل سیستم‌های رادیوتراپی مدرن شد. با وجود تلاش‌های فراوان، آزمایش‌های وایس و بلومگارت با رادون، موفقیت‌آمیز نبودند، و این پژوهشگران آزمایشگاه ملی لارنس برکلی بودند که برای نخستین بار توانستند با موفقیت از یک رادیوایزوتوپ در محیطی بالینی بهره ببرند. آن‌ها به کمک سیکلوترون معروف خود، ایزوتوپ ید-۱۳۱ تولید کردند که برای پروژه‌های تیروئیدی به‌کار رفت؛ پس از مدت کوتاهی، از همین ایزوتوپ برای درمان سرطان تیروئید و پرکاری تیروئید استفاده شد.
یکی از نتایج پروژه منهتن در اواخر دهه ۱۹۴۰، دستیابی به قابلیت تولید رادیوایزوتوپ به میزان کافی برای کاربردهای پزشکی بود؛ در حالی که جان لورنس، برادر ارنست لورنس مشغول تحقیق روی روش‌های درمانی با رادیوایزوتوپ فسفر-۳۲ در دانشگاه برکلی بود، بندیکت کاسن که یک فیزیک‌دان دیگر از نیویورک بود، اولین دستگاه اسکنِ خطی را در سال ۱۹۵۱ در دانشگاه یو سی ال ای اختراع کرد؛ دستگاه اختراعی وی از اواخر دهه ۵۰ میلادی تا اوایل دهه ۷۰ میلادی، پراستفاده‌ترین ساختهٔ دست بشر در تصویربرداری از اندام داخلی بدن بود؛ از همین روی، امروزه برخی از کاسن به‌عنوان «پدر تصویربرداری بدن» نام می‌برند.
از سوی دیگر در سال ۱۹۵۱، هارولد جانز کانادایی برای اولین بار، از چشمه‌های کبالت-۶۰ برای درمان بیماران استفاده کرد. این سیستم‌ها به‌دست لارس لکسل سوئدی، تکامل پیدا کرد و به‌صورت چاقوی گامای امروزی درآمد؛ اهمیت این سیستم‌ها در پزشکی نوین به گونه‌ای است که حکومت کانادا به افتخار آن‌ها یک تمبر یادبود در سال ۱۹۸۸ منتشر ساخت. هل انگر در سال ۱۹۵۸ دوربین انگر را در دانشگاه برکلی ابداع کرد؛ علاوه بر این، استفاده از رادیوایزوتوپ تکنیتیوم-۹۹m در ۱۹۶۴ توسط تیم متشکل از پل هارپر و رابرت بک از دانشگاه شیکاگو باعث ایجاد نقطه عطفی در تاریخ فیزیک پزشکی شد.
در دهه ۷۰ میلادی، فناوری سیستم‌های پت اسکن به‌دست مایکل فلپس در دانشگاه واشینگتن در سنت لوییس به‌کار گرفته شد. در همان دوره، دیوید کوهل و گروه همراهش در دانشگاه یو سی ال ای توانستند دانش به‌کارگیری از اسپکت را به نمایش بگذارند.

### پیدایش شیوه تصویربرداری نوین
ماموگرافی به شیوه امروزی (به‌خصوص شیوه آزمایشی) نخست در اواخر دهه ۱۹۵۰ در مرکز سرطان ام دی اندرسون دانشگاه تگزاس توسط باب ایگن ابداع گردید. او از نوآوری‌های خود همانند افزایش mA هم‌زمان با کاهش kVp و نیز استفاده از فیلم تک-امولسیونی در مقاله‌ای در سال ۱۹۵۹ و سپس کتابی با نام «ماموگرافی» در سال ۱۹۶۴، پرده برداشت.
هم‌زمان با تکامل مدالیته‌های پت و اسپکت در دهه ۶۰ و ۷۰ میلادی، سیستم‌های سی تی اسکن و ام آر آی نیز به‌سرعت، در حال ترقی بودند، به‌طوری‌که گودفری هاونسفیلد، آلن کورماک، پال لاتربور و پیتر منسفیلد را برای تکمیل همین سیستم‌ها به دو جایزه نوبل (در سال‌های ۱۹۷۹ و ۲۰۰۳) نائل نمودند. اداره پُست حکومت آمریکا در سال ۱۹۹۹ با انتشار تمبری از یک تصویر ام آر آی از مغز، این پویشگرها را از «افتخارات قرن بیستم» نامید.
در اواخر دهه ۹۰ میلادی و آغاز قرن جدید، ادغام سیستم‌های تصویری آناتومیکال-فیزیولوژیکی باعث ایجاد جهش بزرگ دیگری در این دانش شد؛ سیستم‌های پت-سی تی و اسپکت-سی تی از این نوع هستند. سیستم‌های پت-سی تی اول بار توسط دیوید تاونسند که در آن زمان در دانشگاه ژنو اقامت داشت و نیز، رونالد نات از شرکت CPS Innovations در شهر ناکسویل، تنسی پایه‌ریزی شدند. در سال ۱۹۹۸ نخستین سیستم آزمایشی برای ارزیابی بالینی توسط انستیتو ملی سرطان ایالات متحده آمریکا و در مرکز درمانی دانشگاه پیتسبورگ نصب شد. در سال ۲۰۰۱ نخستین سیستم پت-سی تی وارد بازار شد و سه سال بعد، چیزی حدود ۴۰۰ دستگاه در سراسر جهان، نصب گردید.
در دهه نخست قرن جدید، در پرتودرمانی نیز تحولات مهمی رخ داد؛ در این میان می‌توان به روش‌های نوینی همانند پروتون‌درمانی اشاره کرد که رفته‌رفته در این سالیان در مراکز بالینی در اروپا و آمریکا فراگیر شدند.

تمبر کانادایی منتشره سال ۱۹۸۸ به‌مناسبت بزرگداشت اختراع سیستم‌های پرتودرمانی با کوبالت-۶۰ در سال ۱۹۵۱ میلادی.
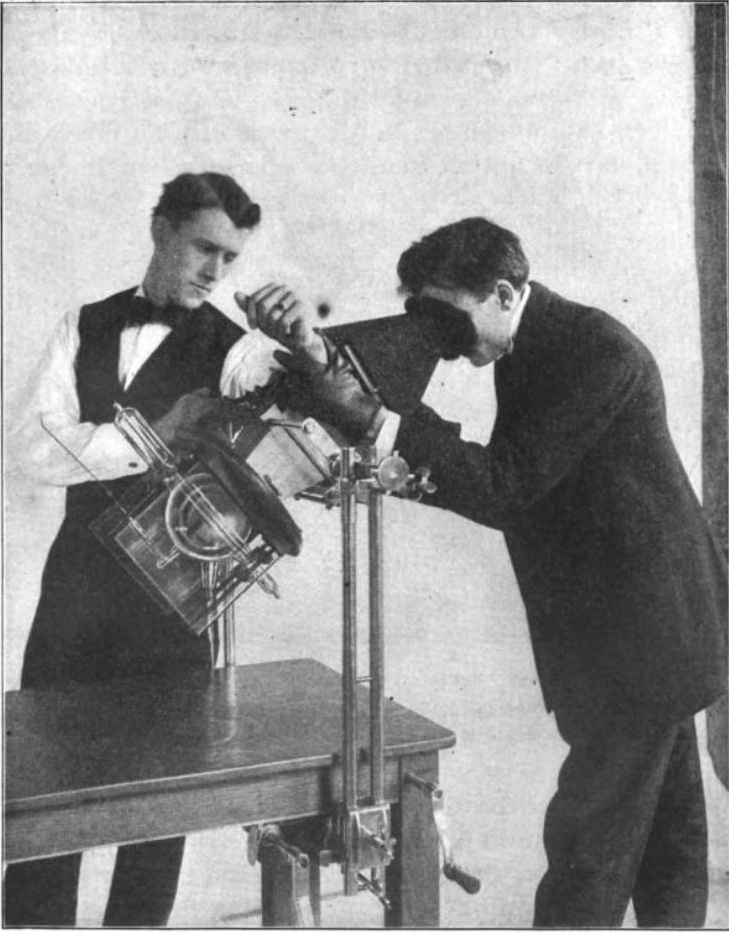
یک پزشک در حال نگریستن مستقیم به استخوان‌های دست یک بیمار با دستگاه پرتوافکن بدوی در سال ۱۹۱۰ میلادی.[پانویس ۴۹]
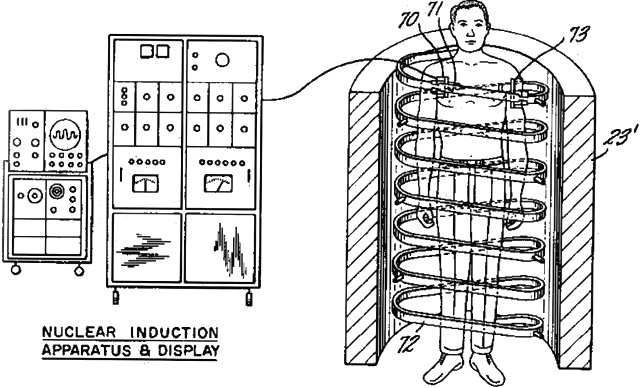
تصویری از یک سیستم بدوی ام آر آی ابداع ریموند دامادیان. (تصویر آرشیو اداره ثبت اختراعات آمریکا-۱۹۷۲)
تمبر آمریکایی منتشره سال ۱۹۹۹ از سری تمبرهای «افتخارات قرن بیستم در دهه ۱۹۷۰» به‌مناسبت اختراع دستگاه پویشگر ام‌آرآی

### در ایران

تصویر تمبری که به‌مناسبت هفته نهضت مبارزه با سرطان در دوره پهلوی منتشر شد و یک دستگاه شتابدهنده لیناک را نشان می‌دهد.

استفاده از مواد پرتوزا در پزشکی در ایران با سنجش مقدار یُد رادیواکتیو در سال ۱۳۳۹ به‌وسیله یک شمارشگر گایگر در آزمایشگاه پیمان مرکزی دانشکده علوم پزشکی تهران آغاز شد؛ در این راستا، یک کارشناس بریتانیایی به نام مالکوم کاتبرت نوکس سهم بزرگی در پیشرفت کار پزشکی هسته‌ای در ایران ایفا کرد. با یاری وی، دکتر نظام مافی برای اولین بار در سال ۱۳۴۰ با یک پویشگر تیروئید، تحقیقاتی را به انجام رسانید و پایه‌های پزشکی هسته‌ای را در ایران بنا نهاد. در سال ۱۳۴۶، مرکز پزشکی هسته‌ای و تحقیقات غدد مترشحه داخلی دانشگاه تهران تأسیس شد که در واقع، اولین و قدیمی‌ترین مرکز پزشکی هسته‌ای کشور محسوب می‌شود؛ امکانات این بخش در آن زمان، در حد یک دستگاه دوربین انگر بود که به تدریج مجهزتر گردید.
از سوی دیگر، سیستم‌های رادیوتراپی لیناک، نخست در دهه ۱۳۵۰ در ایران فراگیر شدند و دیری نپایید که اولین راکتور هسته‌ای ایران-که در دانشگاه تهران در امیرآباد به‌دست برخی آمریکاییان ساخته شده بود-شروع به تولید رادیوایزوتوپهای پزشکی نمود و در نهایت، در سال ۱۳۷۰ بود که انجمن فیزیک پزشکی ایران تشکیل شد و در سال ۱۹۹۳، ایران، عضو سازمان بین‌المللی فیزیک پزشکی گشت؛ ایران در سال ۲۰۰۷ میلادی، ۹۳ عضو در این سازمان داشت. از زمان تأسیس این سازمان در ایران، سازمان انرژی اتمی ایران وظیفه تأمین پرتوداروهای مورد نیاز برای درمان بیماران را بر عهده داشته است.
از بین متخصصان ایرانی فعال در بیرون از ایران-که نقش بسزایی در پیشرفت این علم داشتند-می‌توان از عباس علوی نام برد که در دهه ۱۹۷۰ میلادی، شاگرد و یکی از اعضای تیم دیوید کوهل بود که نامش در ابداع سیستم‌های اسپکت به‌همراه وی دیده می‌شود. جامعه پزشکی هسته‌ای آمریکا نیز به‌دلیل خدمات علمی وی گسترش در سیستم‌های پت اسکن، در سال ۲۰۰۴ به او یکی از بالاترین جوایز خود را-که جایزهٔ دِهِوِسی برای پیشبرد برجستهٔ پزشکی هسته‌ای است-اهدا کرد.

## آموزش فیزیک پزشکی
در بیشتر کشورها از جمله ایران، رشته فیزیک پزشکی، بیشتر در مقطع کارشناسی ارشد به‌بالا، ارائه می‌گردد. در بسیاری از کشورها نیز برای کار کردن در این رشته، دست‌کم به گواهی‌نامه کارشناسی ارشد نیاز است. در مقطع کارشناسی، وضع به‌طور کلی، به گونهٔ دیگری است و تمرکز آموزش، بیشتر برای تربیت نیروهای تکنیسین می‌باشد. بیشتر تحصیل‌کردگان، تحصیلات کارشناسی در رشته فیزیک یا فیزیک کاربردی را بهترین رشته برای آماده‌سازی برای ورود به فیزیک پزشکی در مراحل کارشناسی ارشد به‌بالا می‌دانند.
دانشجویان این رشته، معمولاً مجموعه‌ای از دروس پرتوشناسی، پرتودرمانی، پزشکی هسته‌ای، رادیوبیولوژی، و فیزیک بهداشت را در کمیت و کیفیت‌های متفاوت (بنا بر گرایش خود و قدرت و گرایش‌های موجود در آن مرکز یا دانشکده) فرا می‌گیرند. مفاد و تعداد این درس‌ها توسط سازمان‌های مربوط در هر کشور، تنظیم و تصویب می‌گردد.

### در ایران

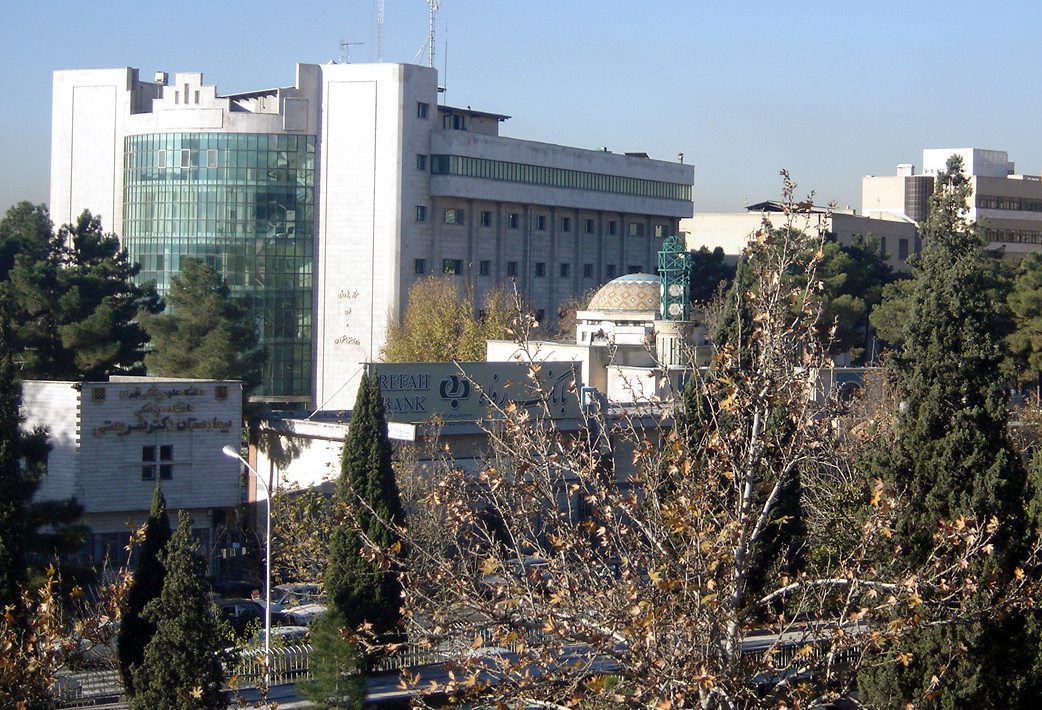
بیمارستان شریعتی یکی از مراکز فعال پزشکی هسته‌ای ایران است که دارای یک دستگاه پت اسکن می‌باشد.

پس از تأسیس دانشگاه تهران در سال ۱۳۱۳، تدریس «فیزیک طبی» در دانشکده علوم پزشکی توسط محمود مرشدزاده، آغاز گردید. «آزمایشگاه فیزیک پزشکی» در سال ۱۳۱۹ توسط دکتر فرهاد پایه‌گذاری شد و سرانجام، در سال ۱۳۴۵ آزمایشگاه فیزیک پزشکی از نظر اداری به گروه، تبدیل شده و منوچهریان مدیریت گروه را عهده‌دار گردید.
امروزه در ایران، رشته فیزیک پزشکی در چهارده دانشگاه و در مقطع کارشناسی ارشد به‌بالا (شش مرکز دکتری) ارائه می‌گردد؛ از جمله:
- دانشگاه علوم پزشکی تهران
- دانشگاه علوم پزشکی شیراز
- دانشگاه علوم پزشکی مشهد
- دانشگاه علوم پزشکی اصفهان
- دانشگاه علوم پزشکی جندی‌شاپور اهواز
- دانشکده علوم پزشکی دانشگاه تربیت مدرس

جدول-۱ دروس آزمون کارشناسی ارشد، تعداد سؤال، ضرایب و درصد نمره اکتسابی توسط رتبه اول در آزمون سال ۱۳۸۷ وزارت بهداشت، درمان و آموزش پزشکی را نشان می‌دهد.
| نام درس             | تعداد سؤال | ضریب | درصد نمره اکتسابی |
| فیزیک عمومی         | ۴۰         | ۲    | ۵۷٫۵              |
| فیزیک هسته‌ای و اتمی | ۳۰         | ۲    | ۶۷٫۷۸             |
| ریاضی               | ۲۰         | ۳    | ۶۷٫۵۶             |
| فیزیولوژی           | ۵          | ۲    | ۵۳٫۳۳             |
| آناتومی             | ۵          | ۲    | ۲۰                |
| زبان انگلیسی        | ۲۰         | ۲    | ۴۵                |

رزیدنسی پزشکی هسته‌ای نیز در سه دانشگاه در ایران ارائه می‌گردد.

### در خارج از ایران

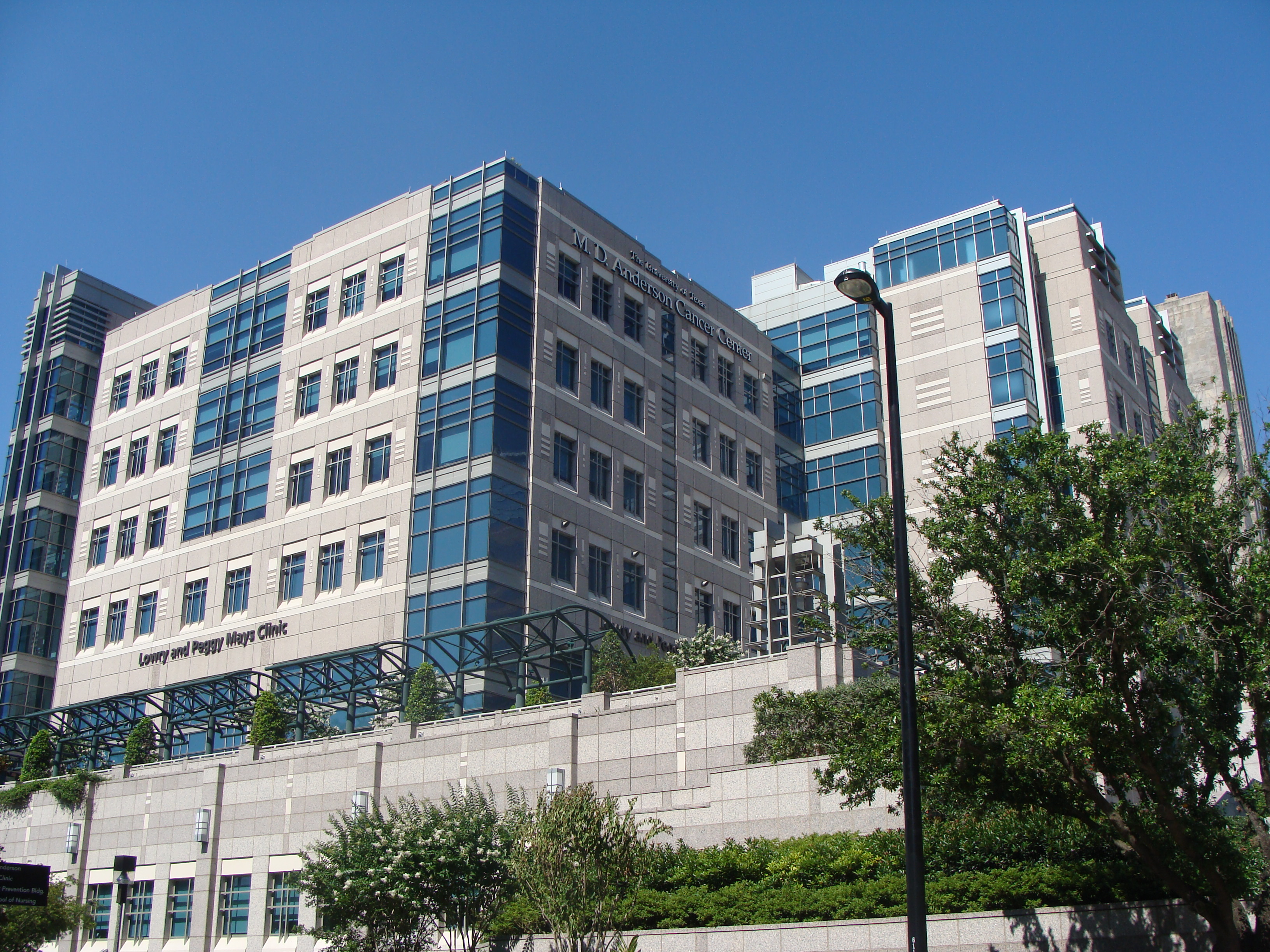
مرکز سرطان ام. دی. اندرسون دانشگاه تگزاس یکی از مراکز بالینی دانشگاهی برتر در فیزیک پزشکی در جهان است، که مورد تأیید کمیسیون کمپپ می‌باشد. این دانشگاه نخستین مرکز بالینی سرطان جهان به روش پروتون‌درمانی را تأسیس نمود.

#### در آمریکای شمالی

##### دوره‌های کارشناسی ارشد و دکترای PhD و دکترای DMP
در کره جنوبی، استرالیا، ایرلند، ایالات متحده آمریکا و کانادا دوره‌های آموزشی فیزیک پزشکی به‌سوی یک ساختار منسجم و مشترک، پیش می‌روند؛ در این کشورها می‌توان با داشتن کارشناسی ارشد یا دکتری از مراکز مورد تأیید سازمان CAMPEP واجد شرایط بورد ABR شد. در حال حاضر، داشتن گواهی‌نامه بورد ABR (بورد رادیولوژی آمریکا یا معادل آن) برای کار در تمام مراکز درمانی برای متخصصان فیزیک پزشکی در این کشورها اجباری است؛ در برخی از ایالات آمریکا (همانند نیویورک و تگزاس و هاوایی و فلوریدا) این شرط حتی جنبه قانونی دارد. ایالات دیگری نیز در حال گرفتن چنین سیاست‌هایی هستند و رفته‌رفته انتظار می‌رود این سیاست آموزشی-اشتغالی در آینده در تمام آمریکا و کانادا فراگیر شود.
در حال حاضر، دانشگاه‌های گوناگونی در کشورهای پیشرفته، رشته فیزیک پزشکی را در سطوح مقطع کارشناسی ارشد MMP و MSc, و نیز دکترای نوع PhD و DMP ارائه می‌دهند، و برنامه و شیوه درسی این دانشگاه‌ها باید مورد تأیید کمپپ (CAMPEP) قرار داشته باشد؛ در واقع، شرط واجد شرایط بودن برای ثبت نام در امتحان بورد، و گرفتن گواهی‌نامه اشتغال بورد رادیولوژی آمریکا (ABR)، داشتن مدرک (کارشناسی ارشد یا دکترا یا رزیدنسی) از دانشگاه یا مؤسسه‌ای است که مورد تأیید کمیسیون کمپپ باشد. در حال حاضر حدود ۷۰ دانشگاه در آمریکای شمالی، کره جنوبی و ایرلند مورد تأیید این سازمان هستند.

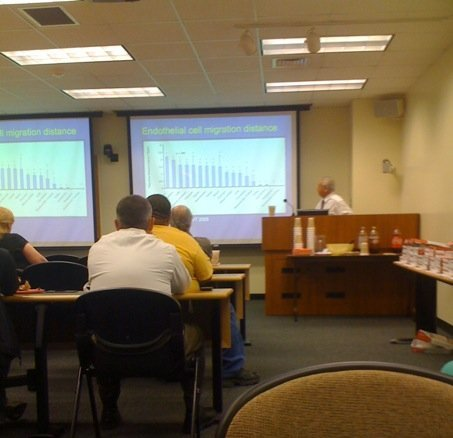
یک جلسه سمینار برای رزیدنت‌های پرتوشناسی در مرکز درمانی دانشگاه تگزاس. استنتِ پالماز، که «یکی از مهم‌ترین اختراعات پزشکی جهان» است، در گروه رادیولوژی این دانشگاه اختراع شد.

##### دوره رزیدنسی بعد از کارشناسی ارشد و دکتری
همه دارندگان مدرک کارشناسی ارشد یا دکتری، قبل از امتحان بورد باید دوره دو یا سه سالهٔ تخصص رزیدنسی فیزیک پزشکی را بگذرانند؛ در غیر این صورت، واجد شرایط بورد ABR نخواهند بود. این دوره‌ها معمولاً در سال سوم، مفاد درسی پزشکی هسته‌ای را دربرمی‌گیرند. دوره‌های رزیدنسی می‌توانند یا در مراکز درمانی برگزار شوند یا در شرکت‌های مورد تأیید خصوصی.

## جنبهٔ شغلی
از سال ۲۰۰۸ تا کنون سازمان بین‌المللی کار حرفهٔ فیزیک پزشکی را در زمرهٔ مشاغل شناخته‌شده در علوم پزشکی قرار داده که این امر در پی تلاش‌های گسترده و پیوستهٔ انجمن فیزیک پزشکی آمریکا انجام شد که سال‌هاست سعی در گنجاندن شروطی در قوانین بیمهٔ آمریکا داشته است؛ از این نمونه می‌توان شرط لزوم ضروری حضور یک فیزیک‌دان متخصص در فرایند کسب اعتباری از سازمان‌هایی مثل کمیسیون مشترک یا کالج رادیولوژی آمریکا را نام برد. افرادی که در رشته فیزیک پزشکی (در کشورهای غربی) تحصیلات و دوره‌های آکادمیک را می‌گذرانند، معمولاً جذب یکی (یا بیشتر) از سه گونه زمینه شغلی زیر می‌شوند:
۱- مشاوره و خدمات سرویس‌دهی در بخش خصوصی

۲- پژوهش و تدریس در دانشگاه

۳- فیزیک‌دان پزشکی بالینی در بیمارستان.
جدول-۲ طیف گسترده‌تری از انواع فرصت‌های شغلی ممکن در رشته‌های فیزیک پزشکی را بر پایه تعاریف انجمن فیزیک پزشکی آمریکا گروه‌بندی می‌کند؛ اما در زیر، به این سه گرایش عمده از نظر شغلی در فیزیک پزشکی، پرداخته شده است.
بیشتر شاغلان مربوط، در بیش از یک نوع گرایش از سه گرایش پیش‌گفته، فرصت شغلی می‌یابند؛ در برخی اوقات نیز شاغلان این رشته، جذب صنعت و حتی پست‌های مدیریتی و اجرایی می‌شوند؛ مثلاً گاهی برخی دانش‌آموختگان این رشته می‌توانند پژوهشگر و نویسنده دنباله‌های پالسی دستگاه‌های ام آر آی در یک شرکت پژوهشی-تولیدی-شوند؛ از این جهتِ ویژه، فیزیک‌دانان پزشکی، تشابه زیادی به مهندسان پزشکی دارند و این وجه تشابه، در کشورها تفاوت و تنوع دارد.
تکنولوژیست‌های رادیولوژی و رادیوتراپی در بیشتر کشورهای جهان، دارای مدرک و رشته جدا می‌باشند؛ هر چند که درس‌هایشان اغلب، همان درس‌های فیزیک پزشکی و در سطوح ابتدایی‌تر است؛ مشابهاً با اینکه فیزیک‌دان پزشکی در نقش مسئول امور حفاظت از پرتو (RSO) می‌تواند مشغول به کار شود، اغلب، مسئولیت حفاظت پرتو با متخصصان رشته فیزیک بهداشت است که آن نیز قوانین و امتحان ویژه بُرد خود را دارد.
در نهایت، بیشتر دانش‌آموختگان این رشته، به پست‌های ترکیبی دست می‌یابند؛ مثلاً هم مشغول کارهای بالینی می‌شوند (کنترل کیفیت تجهیزات در یک بیمارستان) و هم وظایف دانشگاهی دارند (مانند تدریس و تربیت نیروهای جوان، اعم از: دانشجویان دکتری و رزیدنت) و هم پژوهش‌های علمی انجام می‌دهند یا حتی گاهی مشاور یک شرکت تجهیزات پزشکیِ مرتبط (مثلاً در ساخت فانتوم‌های جدید) می‌شوند؛ همچنین فرصت‌های شغلی در این رشته بنا به اقسام رشته فیزیک پزشکی، متفاوت و امکان‌پذیر است.
نکتهٔ قابل توجه اینکه به دلیل شروط وضع‌شدهٔ جدید در آمریکا، از سال ۲۰۱۴ به این سو، کمبود متخصص در این رشته (به‌خصوص در شاخهٔ تصویربرداری) به‌شدت وضعیت حادی به خود گرفته و پیش‌بینی می‌شود که نیاز به این‌گونه متخصصان، دست‌کم در سطح آمریکای شمالی در ده سال آینده، بسیار احساس شود. برخی منابع خبر، رشد سالیانهٔ ده درصد به‌بالا در این رشته را دست‌کم تا سال ۲۰۲۲ میلادی داده‌اند. اتفاق نظر بر این است که وضعیت فعلی به معنای وجود مشاغل فراوان و بازار کار عالی اما با رقابت بسیار شدید برای قبولی در دوره‌های رزیدنسی است.

### ۱-اشتغال در شرکت‌های خدماتی
در کشورهای غربی، بسیاری از فارغ‌التحصیلان یا شاغلان رشته فیزیک پزشکی، در جاهایی به تأسیس پرداخته یا استخدام می‌شوند که به شرکت‌های خدماتی و مشاوره فیزیک پزشکی، معروفند. این شرکت‌ها کارشان آزمودن و کنترل کیفیت سالیانه دستگاه‌های مؤسسات بیمارستانی و کلینیک‌های خصوصی به صورت حق‌الزحمه‌ای (دریافت مزد به ازای مقدار ساعت کار) می‌باشد. بیشتر شاغلان این رشته، آزمون ABR را گذرانده‌اند و گاهی نیز در نقش مشاور به‌طور موقت در یک بیمارستان نیز انجام وظیفه می‌کنند تا بلکه بیمارستان مذکور بتواند از سازمان‌های بهداشت ایالت یا سازمان‌های فدرال آمریکا مجوز فعالیت دریافت یا تمدید مجوز کند.

### ۲-اشتغال در آکادیمیا
پس از گذراندن دوره‌های آموزشی، متخصصان فیزیک پزشکی می‌توانند در زمینه‌های متفاوتی در آکادیمیا مشغول به‌کار شوند که بستگی به فرصت‌های ارائه شده در دانشگاه محل تحصیل و توانایی‌های علمی و عملیِ خودِ فرد دارد. شاغلان این گرایش در دانشگاه‌ها یا مؤسسات پژوهشی (خصوصی و دولتی) در سمَت پژوهشگر یا استاد دانشگاه، اشتغال می‌یابند.

### ۳-اشتغال در محیط‌های بالینی
کار شاغلان این گرایش، مانند کار فیزیک‌دان‌های پزشکی در شرکت‌های خدماتی است، با این تفاوت که در اینجا فیزیک‌دان پزشکی به‌طور دائم در استخدام (و حقوق‌بگیر) یک بیمارستان و مراکز درمانی وابسته به آن، قرار دارد؛ به این فرد، «فیزیک‌دان پزشکی بالینی» می‌گویند. وظایف فیزیک‌دان پزشکی بالینی توسط انجمن فیزیک پزشکی آمریکا به‌خوبی، تعریف شده است.
این افراد می‌توانند (مثلاً) مسئول کنترل کیفیت دستگاه‌های پرتو درمانی در کلینیک مبارزه با سرطان یا بیمارستان باشند که در این‌صورت (مثلاً) به محاسبات دز جذبی و دز معادل و شکل پرتوهای رادیوتراپی برای درمان معضلات سرطانی می‌پردازند. برخی دیگر ممکن است به کنترل کیفی عملکرد مدالیته‌های (دستگاه‌های) پرتوی یا تصویری بر طبق موازین فنی قانونی بپردازند و در درمانگاه‌ها جذب می‌شوند. برخی دیگر نیز به عنوان مسئول فیزیک بهداشت یک بیمارستان یا مؤسسه استخدام می‌شوند؛ ولی فیزیک‌دان پزشکی بالینی، بیشتر با پزشکان بخش خود، ارتباط همکارانه دارد؛ مثلاً با رادیوآنکولوژیست در رابطه با دزیمتری بیمار و طرح‌های پرتودهی به بیمار همکاری و مشاوره می‌کند. برخی از این افراد هم ممکن است هم‌زمان به‌عنوان هیئت علمی پاره‌وقت در این‌گونه مراکز، مشغول به تدریس نیز باشند.
| از نظر دسته‌بندی اشتغال                      | از نظر نوع مؤسسه استخدامی                                    | از نظر رشته یا شاخه علمی |
| عمدتاً بالینی                                | بیمارستان‌ها و مراکز درمان خصوصی (مثال) و گروه‌های طبابت خصوصی | آنکولوژی                 |
| عمدتاً آکادمیک                               | بیمارستان‌ها و مراکز درمان دولتی (همانند مراکز وی ای)         | تصویربرداری              |
| عمدتاً اجرایی                                | بیمارستان‌ها و مراکز درمانی وابسته به یک دانشگاه (مثال)       | هسته‌ای                   |
| عمدتاً دولتی و قانون‌گذاری (مثلاً در ان آر سی) | آموزش عالی (به‌عنوان هیئت علمی تمام وقت)                      | محافظت از پرتو           |
| عمدتاً تحقیقات و توسعه                       | سازمان‌های دولتی غیر بیمارستانی                               |                          |
|                                             | شرکت‌های خدمات مشاوره                                         |                          |
|                                             | بخش صنعت و تجارت (همانند شرکت‌های زیمنس و غیره)               |                          |

### آمار و ارقام
بر طبق گزارش دفتر آمار وزارت کار ایالات متحده آمریکا در سال ۲۰۱۲ نزدیک به ۲۱٫۰۰۰ نفر فقط در ایالات متحده آمریکا در یکی از شاخه‌های فیزیک پزشکی، مشغول به کار بودند. بر طبق گفتهٔ انجمن فیزیک آمریکا، در این میان، ۸۵٪ متخصصان فیزیک پزشکی در گرایش رادیوتراپی قرار دارند؛ در حالی که این رقم برای گرایش تصویربرداری، ۱۰٪ و برای پزشکی هسته‌ای و نیز محافظت از پرتو، ۵٪ بوده است؛
همچنین ۷۸٪ آن‌ها در محیط‌های بالینی (بیمارستان‌ها، کلینیک‌ها و غیره)، ۹٪ در محیط‌های آکادمیک (پست‌های دانشگاهی) و ۴٪ در بخش تحقیقات (مؤسسات پژوهشی و دانشگاه‌ها) قرار داشتند. نمودار-۱ آمار و ارقام حقوق‌ها یا درآمد فیزیک‌دان‌های پزشکی در سال ۲۰۱۵ برای چهار گروه شغلی در آمریکا را نمایش می‌دهد.

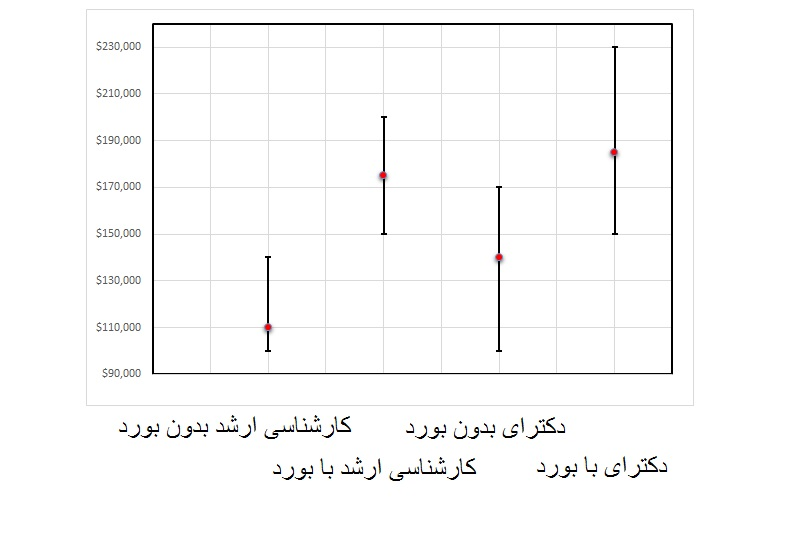
نمودار-۱: درآمد متخصصان فیزیک پزشکی بر طبق پرسشنامهٔ انجمن فیزیک پزشکی آمریکا از شاغلان آمریکا و کانادا در سال ۲۰۱۵ میلادی. نقطه قرمز، حقوق میانه، و میل‌های بالا و پایین، نمایشگر مقادیر 80th percentile و 20th percentile هستند.

### اشتغال زنان
بر خلاف رشته‌های متداول فیزیک و مهندسی-که بیشتر به‌طور سنتی در حیطه علاقه مردان بوده است-رشته فیزیک پزشکی، رشته‌ای بسیار فعال برای زنان بوده است که در این زمینه، شمار چشمگیری از زنان مشهور را می‌توان نام برد. ۲۳٪ اعضای دائم انجمن فیزیک پزشکی آمریکا در سال ۲۰۱۵، زنان بودند.

## نشریات
نخستین نشریه در تصویربرداری پزشکی در آوریل سال ۱۸۹۶ میلادی چاپ شد که Archives of Clinical Skaigraphy نام داشت. امروزه نشریات فراوانی در طیف‌های گوناگون، رشته فیزیک پزشکی را پوشش می‌دهند. جدول زیر، برخی از ژورنال‌های معاصر و پرتیراژ فیزیک پزشکی و ناشر آن‌ها را نمایش می‌دهد.
| پژوهشی بالینی | کشور          | سازمان ناشر                                           | نشریه                                                       |
| ------------- | ------------- | ----------------------------------------------------- | ----------------------------------------------------------- |
| پژوهشی بالینی | آمریکا        | American Association of Physicists in Medicine (AAPM) | Medical Physics                                             |
| پژوهشی بالینی | انگلیس        | Institude of Physics (IOP)                            | Physics in Medicine and Biology                             |
| پژوهشی بالینی | آمریکا        | American Association of Physicists in Medicine (AAPM) | Journal of Applied Clinical Medical Physics                 |
| پژوهشی بالینی | آمریکا        | American Society for Radiation Oncology (ASTRO)       | International Journal of Radiation Oncology Biology Physics |
| پژوهشی بالینی | آمریکای شمالی | Radiological Society of North America (RSNA)          | Radiology                                                   |

### در ایران
در ایران، مجله پزشکی هسته‌ای ایران-که از سال ۱۹۹۳ و در ابتدا تنها با زبان فارسی شروع به فعالیت رسمی کرد-در کنار مجله پرتو پژوه IJRR-که از سال ۲۰۰۷ شروع به فعالیت کرده-و نیز مجله علمی-پژوهشی فیزیک پزشکی ایران-که از سال ۲۰۰۴ فعالیت خود را آغاز نموده است-از مهم‌ترین نشریات ادواری این رشته، محسوب می‌شوند.

### در دیگر جاهای جهان
در جاهای دیگر جهان، نشریات متفاوت و متنوعی وجود دارند. در اینکه نشریات مربوط به فیزیک پزشکی، دقیقاً چه شاخه‌هایی و چه مخاطبانی دربرمی‌گیرد، تفاوت‌های بسیاری دیده می‌شود؛ به‌طور نمونه، برخی نشریات، تأکید بر جنبه‌های بالینی مفاهیم فیزیک پزشکی دارند؛ از جمله، ژورنال «رادیولوژی» چاپ جامعه رادیولوژی آمریکای شمالی است که از سال ۱۹۲۳ منتشر می‌شود و می‌تواند مهم‌ترین نشریه از این قسم باشد. برخی دیگر از نشریات صرفاً بر جنبه‌های آکادمیک و پایه پزشکی این شاخه‌ها تأکید دارند؛ مهم‌ترین نشریات تخصصی از این نوع را شاید بتوان مدیکال فیزیکس چاپ انجمن فیزیک پزشکی آمریکا دانست. همچنین برخی نشریات دیگر، به مدیران صنایع و بیمارستان‌ها و نیز سیاست‌گذاران مربوط می‌شود؛ نشریه رادیولوژی تودی چاپ سازمان ACR، یک نمونه از این نوع است. همچنین، برخی از ژورنال‌ها فقط آنلاین منتشر شده و نسخه چاپی ندارند؛ نشریه تخصصی فیزیک پزشکی بالینی-که از سال ۲۰۰۰ فعالیت خود را آغاز نموده است.-نمونه خوبی از این قسم نشریات است. آثار محققان ایرانی در بیشتر این نشریات، دیده می‌شود.
از نظر ضریب تأثیرگذاری مجله، رتبه‌بندی نشریات معروف فیزیک پزشکی، معمولاً در شاخه‌ای به نام «radiology, nuclear medicine and medical imaging» انجام می‌شود. در سال ۲۰۱۵ و بر اساس این شاخص، ۱۰ نشریه‌ای که بیشترین امتیاز را کسب کرده و جایگاه‌های نخست را به خود، اختصاص دادند عبارتند از:
جدول ۴: رتبه‌بندی نشریات فیزیک پزشکی جهان
| رتبه نشریه از نظر ضریب تأثیرگذاری مجله | نام نشریه                                           | لینک نشریه |
| ۱                                      | JACC: Cardiovascular Imaging                        |            |
| ۲                                      | Radiology                                           |            |
| ۳                                      | Circulation Cardiovascular Imaging                  |            |
| ۴                                      | Cancer Treatment Reviews                            |            |
| ۵                                      | Journal of Cardiovascular Magnetic Resonance        |            |
| ۶                                      | Human Brain Mapping                                 |            |
| ۷                                      | Investigative Radiology                             |            |
| ۸                                      | Journal of the American Society of Echocardiography |            |
| ۹                                      | Radiotherapy & Oncology                             |            |
| ۱۰                                     | Journal of Nuclear Medicine                         |            |

## سازمان‌ها و انجمن‌ها
نخستین انجمن فیزیک پزشکی در سال ۱۸۹۷ میلادی به نام جامعه رونتگن در لندن تشکیل شد؛ این انجمن، هم از پزشک‌ها و هم از فیزیک‌دان‌ها در یک سطح عضو می‌پذیرفت. امروزه این انجمن، مؤسسه پرتوشناسی بریتانیا نام دارد؛ ولی در سطوح جهانی، مؤسسات گسترده و فراوان دیگری نیز در حال فعالیت هستند؛ برخی مانند سازمان بین‌المللی فیزیک پزشکی در سطح بین‌المللی، و برخی دیگر، همانند انجمن فیزیک پزشکی آمریکا در سطح یک کشور فعالیت دارند. بزرگ‌ترین این انجمن‌ها از نظر مشارکت متخصصان، جامعه رادیولوژی آمریکای شمالی است که هر ساله بزرگ‌ترین گردهمایی پرتوشناسی در جهان را در شهر شیکاگو و در ماه نوامبر برگزار می‌کند؛ برای نمونه، در گردهمایی سال ۲۰۱۵، ۵۱٫۹۲۲ متخصص، شرکت کردند.
از سوی دیگر، برخی سازمان‌ها مانند موسسه ملی تصویربرداری زیست‌پزشکی مؤسساتی دولتی‌اند، و برخی دیگر، همانند اسپای و کالج رادیولوژی آمریکا، متعلق به بخش خصوصی بوده یا با بخش خصوصی، ارتباط تنگاتنگی دارند؛ در ایران نیز انجمن فیزیک پزشکی ایران از سال ۱۳۷۰ تا کنون مسئولیت همگرایی متخصصان علوم و فنون فیزیک پزشکی را بر عهده داشته است. در سال گذشته، انجمن فیزیک پزشکی ایران نزدیک به ۳۰۰ عضو داشت.

### تحصیلات
- فهرست دوره‌های دکترا و کارشناسی ارشد کمپپی
- فهرست دوره‌های رزیدنسی فیزیک پزشکی مورد تأیید کمپپ

### انجمن‌های کشورهای مختلف
- انجمن فیزیک پزشکی آمریکا
- سازمان فیزیک پزشکی کانادا
- انجمن فیزیک پزشکی ایران
- فدراسیون کشورهای اروپایی
- فهرست سازمان‌های سایر کشورها
- انجمن فیزیکدانان ایرانی در پزشکی (آمریکا و کانادا)

### نشریات علمی
- JACMP بایگانی‌شده  در ۱۵ آوریل ۲۰۱۴ توسط Wayback Machine
- وبگاه رسمی مجله فیزیک پزشکی ایران

### برخی متخصصین ایرانی در سطوح بین‌المللی
- سعید میرزاده: عضو ارشد گروه پزشکی هسته‌ای آزمایشگاه ملی اوکریج، و برنده سال ۲۰۰۷ جایزه سیبورگ انجمن ملی هسته‌ای آمریکا
- فرزاد رهنما: رئیس گروه فیزیک پزشکی جورجیا تک
- محمد صالحپور: مدیر آموزشی فیزیک پزشکی شاخه آنکولوژی پرتوی مرکز سرطان ام. دی. اندرسون دانشگاه تگزاس
- اسماعیل پارسایی: سردبیر سابق خبرنامه سازمان بین‌المللی فیزیک پزشکی و مدیر شاخه فیزیک پزشکی واقع در دانشگاه تولیدو
- امیر امینی: ریاست افتخاری بخش تصویربرداری پزشکی دانشگاه لویی ویل
- احسان سامعی: ریاست مطالعات تحصیلات تکمیلی فیزیک پزشکی دانشگاه دوک، و ریاست آزمایشگاه پیشرفته تصویربرداری دانشگاه دوک.